# Pterhemia otusalis
Pterhemia otusalis là một loài bướm đêm trong họ Erebidae.